# Varāhamihira
Varāhamihira, numit și Varaha sau Mihira (n. 505, Ujjain, India — d. 587, Ujjain), a fost un filozof indian, astronom și matematician, autor al cărții Brihat Jataka.

## Biografie
Varahamihira a fost înainte de toate matematician și astronom, redactând încă de la începutul carierei sale de cărturar principala scriere astronomică a vremii - "Panchasiddhantika" (Cele cince tratate)- un compendiu bazat pe surse grecești, egiptene, romane și hinduse. Dintre cele opt lucrări despre divinație pe care le-a compus, cele două tratate majore asupra astrologiei, "Marele tratat de astrologie natală" (Brihat Jataka) și "Micul tratat de astrologie natală" (Laghu Jataka) au avut o influență majoră nu numai în India, dar peste tot în lume, inspirând în decursul timpului numeroase tratate de astrologie.

## Traduceri în limba română
- Varāhamihira, "Astrologie natală (Brihat Jataka)", Traducere din limba engleză: Dana-Maria Canahai, Comentarii, adnotări și îngrijire ediție: Radu-Claudiu Canahai, Ediția a II-a, Editura Herald, Colecția Frontiere, București, 2009, 240 p., ISBN 978-973-111-147-6